# ジェイムズ・ブリッシュ

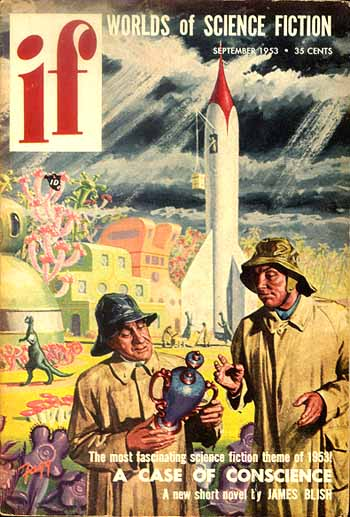
『悪魔の星』の第一部となった「良心の問題」が掲載されたイフ誌1953年9月号

ジェイムズ・ベンジャミン・ブリッシュ（James Benjamin Blish、1921年3月23日 - 1975年7月30日）はアメリカのSF作家である。ウィリアム・アセリング・ジュニア ( William Atheling Jr. ) の名でSF評論家としても活動した。
オリジナル作品では、「宇宙都市」 ( Cities in Flight ) シリーズが代表作である他、『悪魔の星』が1959年のヒューゴー賞を受賞している。
1968年には代表作の一つ『黒い復活祭』（未訳）が出版された。1970年にはその続編『審判の翌日』（未訳）を書いている。

## 生涯
ニュージャージー州イーストオレンジ生まれ。1930年代末から1940年代初めにかけては、SFファングループのフューチャリアンズに属していた。会員にはアイザック・アシモフ、フレデリック・ポール、C・M・コーンブルース、ジュディス・メリル、ドナルド・A・ウォルハイム、デーモン・ナイト、H・ビーム・パイパーらがいた。
ラトガース大学とコロンビア大学で生物学を学ぶ。1939年からSF小説を発表。徴兵により1942年から1944年まで陸軍医学研究所で働くことになるが軍隊生活が合わず、掃除の命令に従わなかったことで問題になり、除隊。その後はSFだけでなく詩や評論等の執筆をおこなう。また、製薬会社のファイザー社宣伝部のサイエンス・エディタとなって収入を得たが、経済的には苦しい日が続いた。
木星型惑星をガスジャイアント（Gas giant）と命名したのはブリッシュであり、ジュディス・メリルのアンソロジー Beyond Human Ken に掲載された「太陽神経叢」でのことである。なお、この作品が最初に発表されたのは1941年のことだが、その際にはこの用語は使っておらず、1952年のアンソロジー向けに書き換えた際に初めて使っている。
ブリッシュは1947年から1963年まで、版権代理人のヴァージニア・キッドと結婚していた。
1956年、ブリッシュは、デーモン・ナイト、ジュディス・メリルと「ミルフォードSF作家会議」を主宰。
1962年から1968年、ブリッシュはたばこ協会（たばこ業者の業界団体）で働いていた。
1967年から肺癌で亡くなる1975年まで、SFテレビドラマ「宇宙大作戦」のノベライゼーションを多数手がけ、それまでより多くの人気やファンレターを得た。亡くなるまでに11巻の短編集を出版している。12巻目を執筆中に亡くなり、妻の J. A. Lawrence が完成させた。1970年にはシリーズ初の大人向けオリジナル小説『二重人間スポック！』を書いた。
1960年代中ごろまでマサチューセッツ州ミルフォードにある Arrowhead と呼ばれる有名な家に住んでいた。1968年にはイングランドに移住し、1975年にヘンリー・オン・テムズで亡くなるまでオックスフォードに住んだ。オックスフォードにある墓は、ケネス・グレアムの墓の近くにある。

## 《宇宙都市》シリーズ
ブリッシュの最も有名な作品が《宇宙都市》シリーズで、アスタウンディング誌に連載された。4つの長編小説の1作目『宇宙零年』でシリーズの基本的枠組みが示されており、シリーズの根幹となる2つのアイデアが登場している。1つは抗老化薬アスコマイシンで、それを開発したフィッツナー社は明らかにブリッシュが働いていたファイザー社を意味している。2つめは「スピンディジー」という反重力機関の開発である。この機関は浮上させる対象が大きいほど効率がよくなるため、都市全体が地球から去って宇宙へと旅立ち、テクノロジーの比較的発達していない星で仕事を捜しつつ旅をすることになる。星間旅行は非常に時間がかかるため、寿命を延ばすアスコマイシンは必須だった。
『宇宙零年』はマッカーシズム時代によく見られたディストピア小説である。2作目の『星屑のかなたへ』は浮遊都市における少年の成長物語である。3作目の『地球人よ、故郷に還れ』は浮遊都市となったニューヨーク市の冒険を描いたもので、後にアメリカSFファンタジー作家協会によりネビュラ賞開始以前のベスト中長編の1つに選ばれた。
シリーズ最後を飾る4作目の『時の凱歌』で、ブリッシュは宇宙の終わりを紀元4004年に設定した（なお、初版では設定が異なっていた）。《宇宙都市》シリーズは1979年に映画化が進行していたが、結局実現しなかった。
なお、執筆順は上述した物語の順序とは異なり、『地球人よ、故郷に還れ』が最初である。

## 日本語訳作品

### 長編
- 『悪魔の星』（A Case of Conscience (1958) 、井上一夫訳、創元推理文庫） 1967
- 『宇宙の放浪怪物』（VOR (1958) 、日夏響訳、久保書店QTブックス） 1975
- 『宇宙の天使たち』（The Star Dwellers (1961) 、中上守訳、ハヤカワSFシリーズ） 1969
- 『暗黒大陸の怪異』（The Night Shapes (1962)  、中村保男訳、創元推理文庫） 1968

#### 宇宙大作戦 (STAR TREK)
- 『宇宙大作戦 No.1』（Star Trek 1 (1967) 、中上守訳、ハヤカワSFシリーズ） 1969、のち改題文庫化『見えざる破壊者』（ハヤカワ文庫SF） 1977
  - 『宇宙大作戦1 見えざる破壊者』（北川幸比古訳、集英社、ジュニア版世界のSF1） 1969
- 『宇宙大作戦 No.2』（Star Trek 2 (1968) 、佐和誠訳、ハヤカワSFシリーズ） 1969、のち改題文庫化『謎の精神寄生体』（ハヤカワ文庫SF） 1977
- 『地球上陸命令』（Star Trek 3 (1969) 、伊藤哲訳、ハヤカワ文庫SF） 1971
- 『二重人間スポック!』（Spock Must Die! (1970) 、斎藤伯好訳、ハヤカワ文庫SF） 1973 - ノベライズでないオリジナル小説
- 『暗闇の悪魔』（Star Trek 4 (1971) 、斎藤伯好訳、ハヤカワ文庫SF） 1976
- 『メトセラへの鎮魂歌』（Star Trek 5 (1972)、斎藤伯好訳、ハヤカワ文庫SF） 1978
- 『禁断のパラダイス』（Star Trek 6 (1972)、斎藤伯好訳、ハヤカワ文庫SF） 1978
- 『小惑星回避作戦』（Star Trek 7 (1972)、斎藤伯好訳、ハヤカワ文庫SF） 1979
- 『パイリスの魔術師』（Star Trek 8 (1972) 、斎藤伯好訳、ハヤカワ文庫SF） 1979
- 『明日への帰還』（Star Trek 9 (1973) 、斎藤伯好訳、ハヤカワ文庫SF） 1980
- 『最後（オメガ）の栄光』（Star Trek 10 (1974) 、斎藤伯好訳、ハヤカワ文庫SF） 1981
- 『惑星ゴトスの妨害者』（Star Trek 11 (1975) 、斎藤伯好訳、ハヤカワ文庫SF） 1981
- 『上陸休暇中止!』（Star Trek 12 (1977)、斎藤伯好訳、ハヤカワ文庫SF） 1981

#### 宇宙都市 (Cities in Flight)シリーズ
「宇宙都市」の項目あり
1. 『宇宙零年』（They Shall Have Stars (別題 Year 2018!) (1956) 、浅倉久志訳、ハヤカワSFシリーズ） 1966、のちハヤカワ文庫SF 1978
2. 『星屑のかなたへ』（A Life for the Stars (1962) 、岡部宏之訳、ハヤカワSFシリーズ） 1974、のちハヤカワ文庫SF 1978
3. 『地球人よ、故郷に還れ』（Earthman, Come Home (1955) 、砧一郎訳、ハヤカワSFシリーズ） 1965、のち早川書房 世界SF全集20 1970、のちハヤカワ文庫SF 1978
4. 『時の凱歌』（The Triumph of Time (別題 Clash of Cymbals) (1958) 、浅倉久志訳、ハヤカワSFシリーズ） 1968、のちハヤカワ文庫SF 1978

### 短編集
- 『宇宙播種計画』（The Seedling Stars (1956) 、川村哲郎訳、ハヤカワSFシリーズ） 1967
  - 「表面張力」Surface Tension (1942)
  - 「屋根裏の物」The Thing in the Attic (1954)
  - 「分水界」Watershed (1955)
  - 「播種計画」Seeding Program(A Time to Survive) (1956)

### 短編
- 「太陽神経叢」（Solar Plexus (1941)、高橋泰邦訳、S-Fマガジン 1960/10 No.9）
- 「虎に乗る」（Tiger Ride (1948)、デーモン・ナイト共著、浅倉久志訳、バリイ・N・マルツバーグ, ビル・プロンジーニ編、講談社文庫『一ダースの未来』収載）
- 「コモン・タイム」（Common Time (1953)、伊藤典夫訳、S-Fマガジン 1964/7 No.57）、のちハヤカワ文庫SF『最初の接触』収載
- 「恒星への抜け道」（Nor Iron Bars (1957)、伊藤典夫訳、S-Fマガジン 1967/11 No.101）
- 「われわれはみな裸で死ぬ」（We All Die Naked Three for Tomorrow (1969)、浅倉久志訳、S-Fマガジン 1971/9 No.150）
- 「ビープ」（Beep (1954)、浅倉久志訳、S-Fマガジン 1981/ 1 No.269）
- 「暗夜行路」（Darkside Crossing (1970)、小隅黎訳、S-Fマガジン 1975/4 No.197）
- 「芸術作品」（A Work of Art (別題 Art-Work) (1956)、酒匂真理子訳、奇想天外1977/ 9 No.18）、のち白石朗訳、中村融, 山岸真編、河出文庫『20世紀SF2 1950年代 初めの終わり』収載）
- 「最後の武器」（The Masks (1959)、鎌田三平訳、アイザック・アシモフ, マーティン・H・グリーンバーグ, ジョゼフ・D・オランダー編、講談社『三分間の宇宙』収載）
- 「欠陥」（The Glitch (1974)、L・ジェローム・スタントン共著、大野万紀訳、風見潤, 安田均編、講談社文庫『世界SFパロディ傑作選』収載）